# Спотсилванија Кортхаус (Вирџинија)
Спотсилванија Кортхаус (енгл. Spotsylvania Courthouse) насељено је место без административног статуса у америчкој савезној држави Вирџинија.

## Демографија
По попису из 2010. године број становника је 4.239, што је 406 (10,6%) становника више него 2000. године.
| Група             | 2000.         | 2010.         |
| Белци             | 3.018 (78,7%) | 3.148 (74,3%) |
| Афроамериканци    | 577 (15,1%)   | 628 (14,8%)   |
| Азијати           | 39 (1,0%)     | 56 (1,3%)     |
| Хиспаноамериканци | 107 (2,8%)    | 239 (5,6%)    |
| Укупно            | 3.833         | 4.239         |